# Anton Cooper
Anton Cooper (* 11. August 1994 in Woodend) ist ein neuseeländischer Mountainbiker, der im Cross-Country aktiv ist.

## Sportlicher Werdegang
Bereits als Junior konnte Cooper erste Erfolge auf internationaler Ebene erzielen. Im Jahr 2011 wurde er Ozeanien-Meister und Vizeweltmeister im Cross-Country XCO, 2012 errang er den Weltmeistertitel. Im UCI-Mountainbike-Weltcup gewann er bei den Junioren insgesamt fünf Wettbewerbe. 2013 wechselte er in die U23 und gewann erneut ein Weltcup-Rennen. Zudem wurde er erstmals neuseeländischer Meister in der Elite und Ozeanienmeister in der U23.
2014 und 2015 erzielte Copper mit dem Gewinn der Goldmedaille bei den Commonwealth Games 2014 und des U23-Weltmeistertitels bei den Mountainbike-Weltmeisterschaften 2015 seine bisher wichtigsten Siege. In den Folgejahren etablierte sich Cooper in der erweiterten Weltspitze. Im Weltcup erzielt er regelmäßig Platzierungen unter den Top 10. Bestes Ergebnis war bisher der zweite Platz 2018 in Nové Město na Moravě, ein Weltcup-Sieg blieb ihm bisher verwehrt. Bei den Ozeanien-Meisterschaften gewann er bisher (Stand 2024) achtmal den Titel im XCO, national errang er insgesamt acht Titel im XCO und 217 auch den Titel im Eliminator XCE.
Cooper war Teilnehmer an den Olympischen Sommerspielen 2020 in Tokio, wo er im Cross-Country den sechsten Platz belegte.

## Erfolge
2011
- Weltmeisterschaften (Junioren) – Cross-Country XCO
- Ozeanien-Meister (Junioren) – Cross-Country XCO
- zwei Weltcup-Erfolge – Cross-Country XCO (Junioren)

2012
- Weltmeister (Junioren) – Cross-Country XCO
- drei Weltcup-Erfolge – Cross-Country XCO (Junioren)

2013
- Ozeanien-Meister (U23) – Cross-Country XCO
- Neuseeländischer Meister – Cross-Country XCO
- ein Weltcup-Erfolg – Cross-Country XCO (U23)

2014
- Commonwealth Spiele – Cross-Country XCO
- Ozeanien-Meisterschaften – Cross-Country XCO

2015
- Weltmeister (U23) – Cross-Country XCO
- Ozeanien-Meisterschaften – Cross-Country XCO
- Ozeanien-Meisterschaften – Eliminator XCE
- Neuseeländischer Meister – Cross-Country XCO

2016
- Ozeanien-Meister – Cross-Country XCO

2017
- Ozeanien-Meister – Cross-Country XCO
- Neuseeländischer Meister – Cross-Country XCO und Eliminator XCE

2018
- Ozeanien-Meister – Cross-Country XCO
- Commonwealth Spiele – Cross-Country XCO
- Neuseeländischer Meister – Cross-Country XCO

2019
- Ozeanien-Meister – Cross-Country XCO
- Neuseeländischer Meister – Cross-Country XCO

2020
- Ozeanien-Meister – Cross-Country XCO
- Neuseeländischer Meister – Cross-Country XCO

2021
- Neuseeländischer Meister – Cross-Country XCO

2022
- Ozeanien-Meister – Cross-Country XCO
- Neuseeländischer Meister – Cross-Country XCO

2023
- Ozeanien-Meister – Cross-Country XCO

2024
- Ozeanien-Meister – Cross-Country XCO
- Neuseeländischer Meister – Cross-Country XCO und Short Track XCC